# Martín Naidich
Martín Naidich (17 de diciembre de 1990 en Buenos Aires) es un ex-nadador argentino, especialista en estilo libre. 
Se proclamó campeón sudamericano de los 400 y 800 metros libre en los Juegos Suramericanos de 2014. Además, es múltiple medallista en el Campeonato Sudamericano de Natación.

## Historia
Martín Naidich nació en la ciudad de Buenos Aires. Su familia también se dedicaba a la natación, asimismo tiene un hermano mayor llamado Iván. Él comenzó a nadar a los cuatro años en una escuela de natación en la ciudad de Buenos Aires.
Siendo muy joven participó en competencias locales y desde el año 2000 representa al Club de Gimnasia y Esgrima de Buenos Aires (GEBA) y a partir del año 2007 inicia la etapa de clasificación para competencias internacionales. 
A patir del año 2007 con sólo 17 años representa a la Argentina en competiciones internacionales. En el año 2008 participó en el Campeonato Mundial Júnior de Natación y partir de allí, Martín desarrolló su carrera Programa de Captación y Desarrollo de Talentos Deportivos del Ministerio de Desarrollo Social. Ese mismo año finaliza el colegio secundario.
En el año 2013 batió dos récords sudamericanos y en el año 2014 se consagró Campeón en los Juegos Suramericanos en Chile en los 400 y 800 metros. 
Hasta 2016, su hermano Iván Naidich fue su entrenador y en ese momento estudiaba Ciencias Económicas en la Universidad de Buenos Aires.
Su carrera deportiva finalizó en 2017 luego de que le diera positivo un control antidopaje. 

### Participación en competencias internacionales y logros
Naidich participó en las siguientes participaciones internacionales en representación de Argentina:
| Campeonato Mundial                                      | Sede                     | Logro |
| ------------------------------------------------------- | ------------------------ | --- |
| Campeonato Mundial Júnior de Natación 2008              | Monterrey, México        | |
| Universiada 2009                                        | Belgrado, Serbia         | |
| Juegos Suramericanos de 2010                            | Medellín, Colombia       | |
| Juegos Panamericanos de 2011                            | Guadalajara, México      | |
| Campeonato Sudamericano de Natación de 2012             | Belém, Brasil            | Oro en los 400 metros libres · Bronce en la posta 4x200 metros libre · Bronce en la posta 4 x 100 metros libre ·                               |
| Campeonato Mundial de Natación en Piscina Corta de 2012 | Estambul, Turquía        | |
| Campeonato Mundial de Natación de 2013                  | Barcelona, España        | |
| Juegos Suramericanos de 2014                            | Santiago, Chile          | Oro en los 400 metros libres · Oro en los 800 metros libres                                                                                    |
| Campeonato Sudamericano de Natación de 2014             | Mar del Plata, Argentina | Oro en la posta de los 4x200 metros libre · Plata en los 800 metros libres · Plata en los 400 metros libres · Bronce en los 1500 metros libres |
| Campeonato Mundial de Natación en Piscina Corta de 2014 | Doha, Catar              | |

### Récords
| Evento            | Tiempo            | Competición       | Lugar             | Fecha             | Nota              |
| Piscina 90 metros | Piscina 90 metros | Piscina 90 metros | Piscina 90 metros | Piscina 90 metros | Piscina 90 metros |
| ----------------- | ----------------- | ----------------- | ----------------- | ----------------- | ----------------- |
| 800 m Libre       | 7:57.60           | Trofeo Maria Lenk | Río de Janeiro    | 23/04/2013        | RS                |
| 1500 m Libre      | 15:10.24          | Trofeo Maria Lenk | Río de Janeiro    | 25/04/2013        | RN                |

- RS:Récord Suramericano.
- RN:Récord Nacional.